# Wincenty Kawa
Wincenty Kawa (ur. 5 sierpnia 1953 we Frydmanie) – polski hokeista. Trener hokejowy.

## Kariera zawodnicza
- Czarni Czarny Dunajec
- Górnik Pszów
- Zagłębie Sosnowiec
- HC Lavorgo

## Kariera trenerska
- Baildon Katowice
- Polonia Bytom (-1990), trener grup młodzieżowych
- Reprezentacja Polski do lat 16, 17, 18 (1982-1990), trener
- HC Ambrì-Piotta (1990-1998), trener grup młodzieżowych
- Polonia Bytom (1998-1999), asystent trenera
- SKH Sanok (1999-2000), I trener
- Reprezentacja Polski do lat 18 (2000-2001)
- Reprezentacja Polski do lat 20 (2001-2002), trener
- SMS I Sosnowiec (2001/2002), I trener
- Supermercati Asiago, trener grup młodzieżowych i asystent trenera
- Polonia Bytom (-2011), trener grup młodzieżowych
- Polonia Bytom (2001, 2014-), I trener

W 1982 ukończył AWF w Katowicach. Pracował w klubach polskich i zagranicznych oraz z reprezentacjami Polski juniorów prowadzące je podczas turniejów mistrzostw świata juniorów do lat 18 w 2001 oraz mistrzostw świata juniorów do lat 20 w 2002 (Dywizja I). Wieloletni szkoleniowiec grup młodzieżowych w Polonii Bytom. Od połowy 1999 do maja 2000 był trenerem SKH Sanok. W sezonie 2001/2002 trenował SMS I Sosnowiec. Został pierwszym trenerem seniorskiego zespołu Polonii Bytom przed sezonem ligi 2011/2012, jednak jego miejsce zajął Andrzej Secemski. Ponownie mianowany szkoleniowcem seniorów Polonii w maju 2014 przed sezonem rozgrywek Polskiej Hokej Ligi edycji 2014/2015.
Rozpoczął pracę nauczyciela wychowania fizycznego w Zespole Szkół Ogólnokształcących nr 7, Szkole Podstawowej nr 36 i Gimnazjum nr 3 w Bytomiu. Został trenerem podczas letnich obozów koordynowanych przez Walentego Ziętarę